# Garrulax rufifrons
Garrulax rufifrons là một loài chim trong họ Leiothrichidae.
Đây là loài đặc hữu của Java, nơi chúng xuất hiện trong các khu rừng núi nhiệt đới thường xanh ở độ cao 900–2.400 m. Chúng ăn côn trùng và trái cây. 
Thân có chiều dài 27 cm.